# Thyra Dohrenburg
Thyra Dohrenburg (auch Thyra Jakstein-Dohrenburg; * 26. Januar 1898 in Berlin; † 24. Dezember 1972 in Silkeborg oder Ry, Dänemark) war eine Übersetzerin, die zahlreiche literarische Werke aus den skandinavischen Sprachen ins Deutsche übertragen hat. 
Dohrenburg übersetzte seit 1921 ungefähr 130 Werke ins Deutsche, darunter beispielsweise Märchen von Hans Christian Andersen, Kinderbücher wie Karlsson vom Dach von Astrid Lindgren, aber auch Romane von Martin Andersen Nexö, Sigrid Undset oder Halldór Laxness. Sie war mit dem Architekten Werner Jakstein verheiratet.

## Auszeichnungen
1959 wurde das von Dohrenburg übersetzte Kinderbuch Matthias und das Eichhörnchen von Hans Peterson mit dem Deutschen Jugendbuchpreis ausgezeichnet. Im selben Jahr erhielt sie einen Förderbeitrag der Hansestadt Hamburg.

## Übersetzungen
- Hans Christian Andersen: Das Märchen meines Lebens, München 1961
- Hans Christian Andersen: Nur ein Spielmann, Berlin 1924
- Jørgen Andersen: Fräulein Schöner Mond, Hamburg 1960
- Jørgen Andersen: Lagune des Glücks, Hamburg 1961
- Martin Andersen Nexø: Eine Mutter, Konstanz 1923
- Liv Balstad: Insel im Rücken der Sonne, Hamburg 1961
- Jørgen Bitsch: Hinter Arabiens Schleier, Berlin [u. a.] 1961
- Jørgen Bitsch: Tamapaya, Berlin [u. a.] 1960
- Tania Blixen: Babettes Gastmahl, Rostock 1970 (übersetzt zusammen mit W. E. Süskind)
- Tania Blixen: Kamingeschichten, Hamburg 1958
- Tania Blixen: Phantastische Erzählungen, Reinbek b. Hamburg 1962
- Tania Blixen: Die Rache der Engel, Hamburg 1959
- Berte Bratt: Anne, der beste Lebenskamerad, München 1957
- Berte Bratt: Anne und Jess, München 1955
- Berte Bratt: Bleib bei uns, Beate!, München 1958
- Berte Bratt: Hab Mut, Katrin, München 1962
- Berte Bratt: Das Leben wird schöner, Anne, München 1960
- Berte Bratt: Nina, so gefällst du mir!, München 1966
- Berte Bratt: Schwester Lise, Bielefeld 1957
- Berte Bratt: Sei klug Regina, München 1960
- Berte Bratt: Und nun begann das Leben, Einsiedeln 1960
- Berte Bratt: Unsere Claudia, München 1957
- Irja Browallius: Elida von den Höfen, Hamburg 1939
- Aage Dons: Umweg nach Paris, Hamburg 1954
- Cordelia Edvardson: Mirjam aus Israel, Hamburg 1970
- Thorbjørn Egner: Karius und Baktus, Berlin 1962
- Thorbjørn Egner: Die Räuber von Kardemomme, Berlin 1959
- Der Eisbär König Valemon und andere norwegische Märchen, München 1956
- Christoffer H. Ericsson: Mühsal vor dem Winde, Hamburg 1948
- Theo Findahl: Letzter Akt, Hamburg 1946
- Svend Fleuron: Ajax und die Tiere, Düsseldorf [u. a.] 1958
- Svend Fleuron: Die Brandgänse, Jena 1937
- Svend Fleuron: Das Fabeltier vom Böllemose und andere Tiergeschichten, Berlin 1938
- Svend Fleuron: Die Färse vom Odinhof, Jena 1928
- Svend Fleuron: Flax Ädilius, Jena 1942
- Svend Fleuron: Fleurons schönste Tiergeschichten, Düsseldorf [u. a.] 1958
- Svend Fleuron: Die gefesselte Wildnis, Jena 1927
- Svend Fleuron: Der Graf auf Egerup, Jena 1925
- Svend Fleuron: Der große Wolfszug, Hamburg 1958
- Svend Fleuron: Jägerfahrt in der Wildmark, Düsseldorf [u. a.] 1952
- Svend Fleuron: Kallus, der Ameisengeneral, Jena 1933
- Svend Fleuron: Katzenvolk, Jena 1923
- Svend Fleuron: Kiekbusch, Jena 1944
- Svend Fleuron: Der Knabe von der blauen Bucht, Jena 1939
- Svend Fleuron: Koss, der Waldhase, Köln 1959
- Svend Fleuron: Der Marder Kurúru, Düsseldorf [u. a.] 1956
- Svend Fleuron: Meister Lampe, Jena 1923
- Svend Fleuron: Mit dem Stöberhund durch Wald und Heide, Jena 1932
- Svend Fleuron: Niemandes Freund, Rüschlikon-Zch. 1949
- Svend Fleuron: Raben fliegen hoch zu Berg, Jena 1939
- Svend Fleuron: Reineke Rau, Köln 1960
- Svend Fleuron: Die rote Koppel, Jena 1938
- Svend Fleuron: Schnipp Fidelius Adelzahn, Jena 1937
- Svend Fleuron: Schnock, Jena 1924
- Svend Fleuron: Schroff der Waldgesell, Düsseldorf [u. a.] 1950
- Svend Fleuron: Die Schwäne vom Wildsee, Jena 1925
- Svend Fleuron: Sigurd Torleifsons Pferde, Jena 1926
- Svend Fleuron: Strix, Jena 1938
- Svend Fleuron: Syssel, Düsseldorf [u. a.] 1956
- Svend Fleuron: Tillip, Jena 1928
- Svend Fleuron: Tiro und Pitorra, Düsseldorf 1954
- Svend Fleuron: Tjo sucht Abenteuer, Jena 1937
- Svend Fleuron: Torleifs Pferde, Düsseldorf [u. a.] 1955
- Svend Fleuron: Tyss und Tuff, die Schlangen der Trollheide, Jena 1931
- Svend Fleuron: Unsere Freunde die Tiere, Düsseldorf 1952
- Svend Fleuron: Eines Wikings Heldenfahrt, Jena 1930
- Vera Forsberg: Gennet aus Äthiopien, Hamburg 1968
- Vera Forsberg: Salima aus Kaschmir, Hamburg 1971
- Peter V. Glob: Die Schläfer im Moor, München 1966
- Esther Gretor: Kippe Kuh, Oldenburg (Oldb.) 1952
- Alice Guldbrandsen: Herr Petit, Hamburg 1949
- Knut Hagberg: Carl Linnaeus, Hamburg 1940
- Gunvor Hakansson: Pomander malt alles, Hamburg 1964
- Halldór Laxness: Unabhängige Menschen, Reinbek b. Hamburg 1962
- Søren Kierkegaard: Das Eine, das not tut, Bremen 1948
- Søren Kierkegaard: Die Krankheit zum Tode, Bremen 1949
- Poul E. Knudsen: Der Wettstreit, Berlin 1962
- Hans Jörgen Lembourn: Es kommt ein Tag, Düsseldorf 1956
- Hans Jörgen Lembourn: Hotel Styx, Düsseldorf 1955
- Astrid Lindgren: Der beste Karlsson der Welt, Hamburg 1968
- Astrid Lindgren: Ferien auf Saltkrokan, Hamburg 1965
- Astrid Lindgren: Karlsson fliegt wieder, Hamburg 1963
- Astrid Lindgren: Die Kinder aus der Krachmacherstraße, Hamburg 1957
- Astrid Lindgren: Lillebror und Karlsson vom Dach, Hamburg 1956
- Astrid Lindgren: Lotta zieht um, Hamburg 1962
- Astrid Lindgren: Rasmus, Pontus und der Schwertschlucker, Hamburg 1958
- Astrid Lindgren: Rasmus und der Landstreicher, Hamburg 1957
- Astrid Lindgren: Jule und die Seeräuber, Hamburg 1968
- Astrid Lindgren: Matti aus Finnland, Hamburg 1972
- Astrid Lindgren: Na klar, Lotta kann radfahren, Hamburg 1972
- Astrid Lindgren: Ich will auch Geschwister haben, Hamburg 1974
- Ragnhild Mageröy: Tödliche Leidenschaft, Hamburg 1959
- Eilif Mortansson: Die schöne Malan, Hamburg 1956
- Erling Nielsen: Hans Christian Andersen in Selbstzeugnisse und Bilddokumenten, Hamburg 1958
- Henry Olsen: Handbuch des Geschlechtslebens und der Sexualhygiene, Köln 1954
- Hans Peterson: Lieselotte und die anderen, Hamburg 1966
- Hans Peterson: Matthias hat seinen großen Tag, Hamburg 1959
- Hans Peterson: Matthias in Gefahr, Hamburg 1960
- Hans Peterson: Matthias, Martin und Mari, Hamburg 1958
- Hans Peterson: Matthias und das Eichhörnchen, Hamburg 1958
- Erling Poulsen: Der Engel in Schwarz, Bayreuth 1958
- Erling Poulsen: Treibeis, Hamburg 1953
- Edith Rode: Ein ewiger Schutz für das Herz, Hamburg 1955
- Peter P. Rohde: Søren Kierkegaard, Kopenhagen [u. a.] 1963
- Peter P. Rohde: Sören Kierkegaard in Selbstzeugnissen und Bilddokumenten, Reinbek b. Hamburg 1959
- Gustav Sandgren: Drei Tage in der Sonne, Darmstadt [u. a.] 1956
- Karl-Aage Schwartzkopf: Alaskapilot John Cross, Hamburg 1958
- Karl-Aage Schwartzkopf: Die rätselhafte Insel, Hamburg 1959
- Karl-Aage Schwartzkopf: Der Wildmarkpilot, Bielefeld 1962
- Margareta Suber: Die Himmelsinsel, Düsseldorf 1957
- Frank Tower: Ekstase, Hamburg 1949
- Sigrid Undset: Frühling, Berlin 1926
- Sigrid Undset: Jenny, Berlin 1921
- Atos Wirtanen: August Strindberg in Selbstzeugnissen und Bilddokumenten, Reinbek b. Hamburg 1962